# 约西普·耶拉契奇

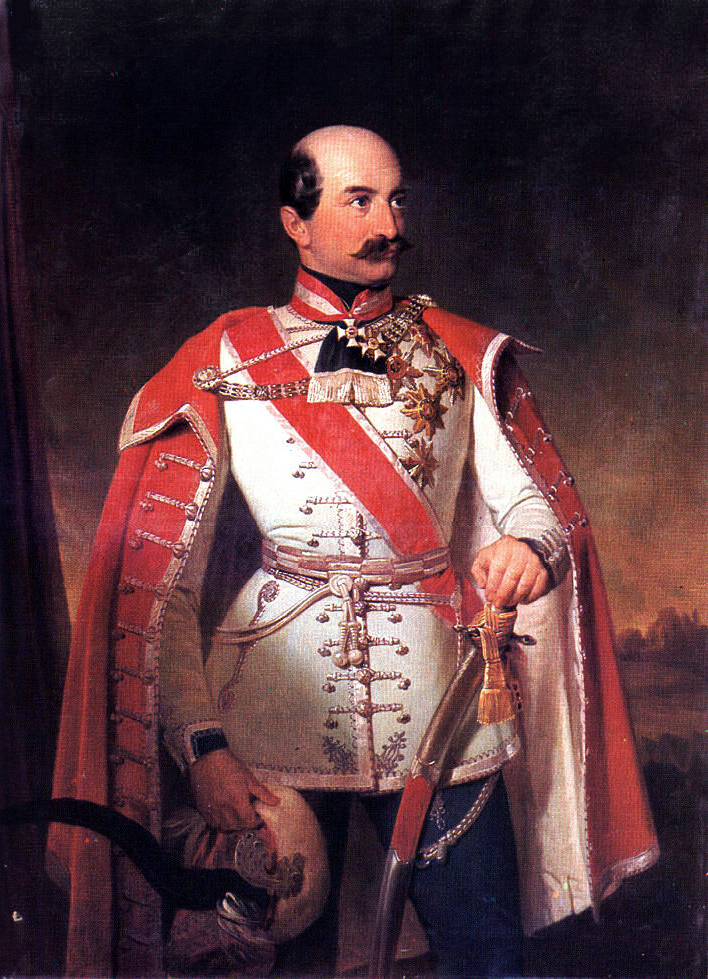
约西普·耶拉契奇

约西普·耶拉契奇·冯·布吉姆伯爵（1801年10月16日—1859年5月20日）是奥匈帝国皇家陆军中的一位克罗地亚裔中将，也是一位政客。他在1848年3月23日至1859年4月19日间曾担任克罗地亚巴昂（总督）。他出身于耶拉契奇家族，曾在1848年革命期間鎮壓革命群眾起事，並立下战功，亦曾下令废除了克罗地亚農奴制。